# Rusbastutjärnen
Rusbastutjärnen är en sjö i Ånge kommun i Medelpad och ingår i Ljungans huvudavrinningsområde.